# 神子元島灯台
神子元島灯台（みこもとしまとうだい）とは、下田港南沖11kmにある神子元島（みこもとしま）に建つ灯台である。

## 概要

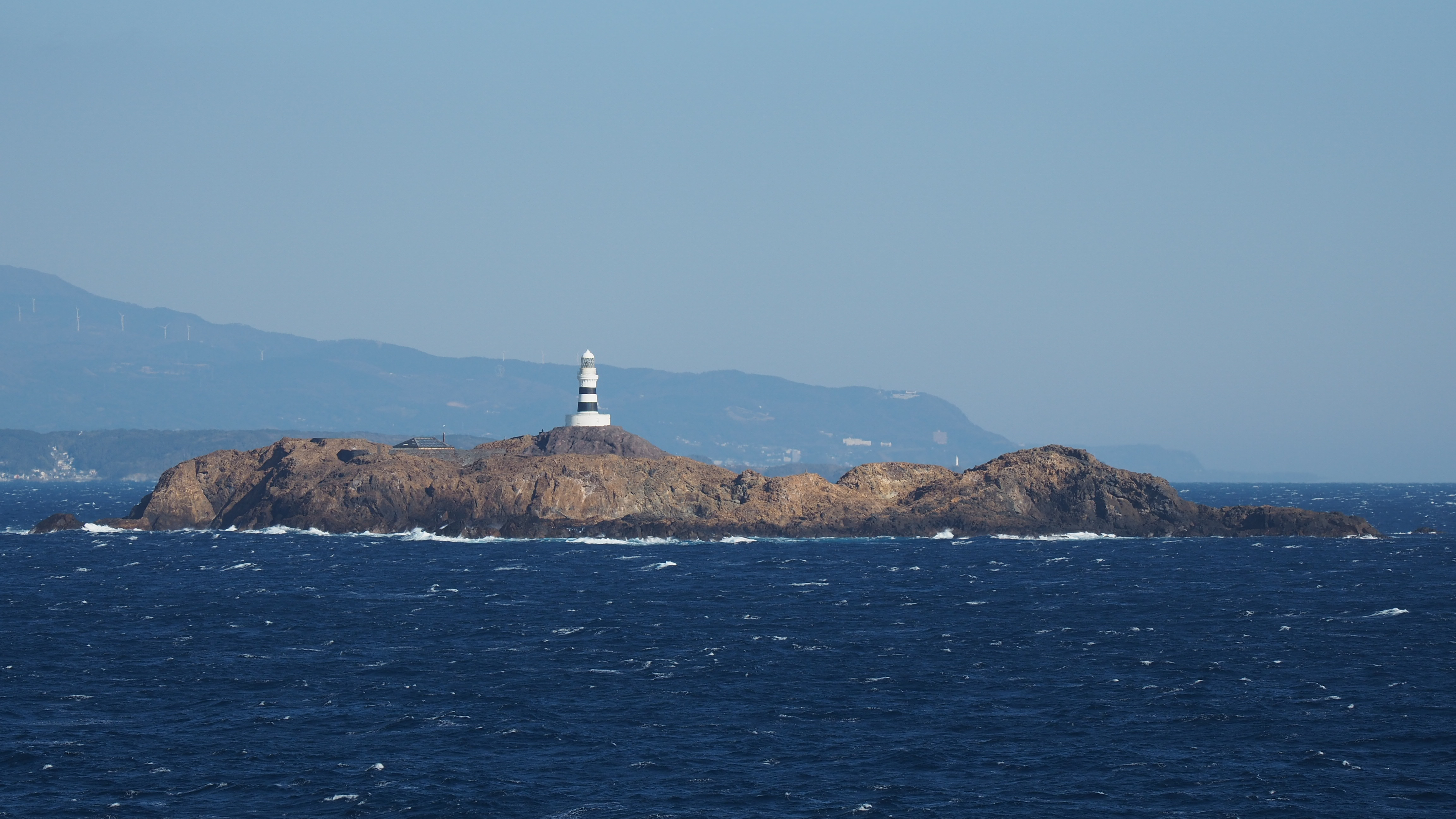
神子元島

幕末に、江戸幕府と列強との間で結ばれた改税約書（江戸条約）に基づき建設された、条約灯台と呼ばれる8基（観音埼、野島埼、樫野埼、神子元島、劔埼、伊王島、佐多岬、潮岬）のうちのひとつ。
エジンバラのスティブンソン事務所の灯台標準設計仕様に基づき、リチャード・ヘンリー・ブラントンの指揮、コリン・アレクサンダー・マクヴェインの設計と工事監督により、1869年3月に工事が始まった。明治政府灯明台掛にとって最初の本格的灯台建設であり、日本人の現場監督と職工は組積造に不慣れで、また請負業者の不正が重なり工事は難航を極めた。下田から切りだされた伊豆石を精緻に積み重ね、目地には日本初の速成セメントが使われている。
明治3年11月11日（1871年1月1日）に竣工し、初点灯には三条実美、大久保利通、大隈重信ら明治の元勲とイギリス公使ハリー・パークスが来島し立ち会っている。
現存かつ現役の灯台としては、日本最古であり、国際航路標識協会（IALA）が選定した「世界歴史的灯台百選」のひとつで、また日本国政府により史跡に指定されている。等級は第3等群。
速成セメントに、経年および波浪による劣化がみられたため、耐震補強を兼ねた工事が1982年と1995年に行われた。炭素繊維などを使って灯台全体を補強した。2007年から2008年にも、電源設備を中心とした改修工事が行われた。